# Џери Рид
Џери Рид Хабард (енгл. Jerry Reed Hubbard; 20. март 1937 — 1. септембар 2008) био је кантри певач, гитариста, текстописац и глумац. Започео је каријеру као осамнаестогодишњак. Највећи број хитова је имао у периоду од 1967. до 1983. године, а то су: Guitar Man, U.S. Male, A Thing Called Love, Alabama Wild Man, , , Ko-Ko Joe, Lord, Mr. Ford, East Bound and Down, The Bird и She Got the Goldmine (I Got the Shaft). Такође је добитник две Греми награде.
Умро је почетком септембра 2008. године од хроничне опструктивне болести плућа у 71. години.

## Дискографија
- 1967: The Unbelievable Guitar and Voice of Jerry Reed
- 1968: Nashville Underground
- 1968: Alabama Wild Man
- 1969: Better Things in Life
- 1969: Explores Guitar Country
- 1970: Amos Moses
- 1970: Cookin’
- 1970: Georgia Sunshine
- 1970: Me and Jerry
- 1970: Nashville Rambler
- 1971: When You’re Hot, You’re Hot
- 1971: Ko-Ko Joe
- 1972: Oh What A Woman
- 1972: Smell The Flowers
- 1972: Me And Chet
- 1972: The Best
- 1972: Jerry Reed
- 1972: Hot A’ Mighty
- 1973: Lord, Mr. Ford
- 1973: Tupelo Mississippi Flash
- 1973: Uptown Poker Club
- 1974: Good Woman’s Love
- 1974: Mind Your Love
- 1975: Red Hot Picker
- 1976: Both Barrels
- 1976: Rides Again
- 1977: Eastbound And Down
- 1978: Sweet Love Feelings
- 1979: Half Singin’ and Half Pickin
- 1979: Live At Exit Inn
- 1980: Sings Jim Croce
- 1980: Texas Bound And Flyin
- 1981: Dixie Dreams
- 1982: The Man With the Golden Thumb
- 1982: Bird
- 1983: Ready
- 1984: Greatest Hits
- 1984: My Best To You
- 1985: Collector’s Series
- 1986: Lookin’ At You
- 1989: Rockin’ With The Guitar Man
- 1992: Sneakin’ Around
- 1994: Country Kicks
- 1995: Essential
- 1995: Flyin’ High
- 1997: Golden Classics Edition
- 1999: Super Hits
- 1999: Guitar Man
- 1999: Pickin
- 1999: Old Dogs With Friends
- 2000: Here I Am
- 2005: Jerry Reed Live, Still
- 2006: Let’s Git It On
- 2008: The Gallant Few